# Loulou de Montmartre
Loulou de Montmartre è una serie televisiva a disegni animati in ventisei episodi di ventiquattro minuti ciascuno, prodotta da Pictor Media, The Animation Band, con la partecipazione di France 3 e Rai Fiction.
La serie è stata trasmessa in Francia da France 3 a partire dall'8 marzo 2008 e in Italia da Rai 2 nel 2009.

## Trama
In una terribile notte d'inverno del 1887, una donna fugge disperata per la città di Parigi da qualcuno che la sta inseguendo. Con sé ha Loulou, una bambina ancora in fasce, e temendo per la vita di entrambe si rifugia in una chiesa dove affida la neonata al prete prima di scomparire per sempre nella notte.
Sono passati ormai dodici anni da quella terribile notte e Loulou ora è una graziosa e bella ragazzina che vive con Léontine, una povera donna che abita una delle fatiscenti catapecchie costruite sulla collina  di Montmartre, che da quando Padre Ménard le ha affidato la piccola, l'ha allevata e amata come una figlia.
Purtroppo "l'uomo dal bastone d'argento", che a suo tempo aveva ucciso il padre di Loulou e perseguitato la madre, si sta aggirando ancora nei paraggi di Montmartre per assecondare i loschi piani di urbanizzazione del Bertran de Boriobert, e Padre Ménard sente che la ragazzina potrebbe essere di nuovo in pericolo. Il parroco riesce ad iscrivere Loulou nel collegio della terribile Madame Trochu, nella speranza di nasconderla alla vista dei suoi nemici. Qui Loulou, orfana in una scuola di ragazze di buona famiglia, dovrà sopportare terribili umiliazioni, ma verrà in contatto per la prima volta con il mondo della danza, per la quale sembra che abbia un talento innato, forse trasmessole dalla madre perduta.
Alla fine della storia Loulou riuscirà a ricongiungersi con la madre e a ritrovare il padre che credeva morto, ma la serie ha un finale aperto: il padre è costretto a nascondersi accusato ingiustamente di omicidio e il perfido Bertran de Boriobert, che tutti credono morto, si è invece miracolosamente salvato e trama vendetta.

## Personaggi
Lorraine De Lagny (Loulou)
Protagonista della serie, all'inizio undicenne, compie dodici anni nella terza puntata. Sua madre, costretta a fuggire dalla Francia quando la bimba era ancora in fasce, l'aveva affidata a Padre Mènard che l'aveva cresciuta con l'aiuto di Léontine. Loulou vive la sua infanzia tranquillamente finché, per la sua sicurezza, Padre Mènard la manda nel collegio di Melle Trochu (signorina Trochu). Qui scopre il mondo della danza, che però le viene negato quando dopo la morte del sacerdote la perfida Trochu la manda a lavorare in una locanda. Sfuggita alla malvagia direttrice e ai malvagi ristoratori che la maltrattavano viene trovata da una compagnia di teatranti di un Cabaret che venuti a conoscenza della sua storia decidono di nasconderla e tenerla al sicuro per impedire che possa subire altri maltrattamenti e allo stesso tempo proteggerla da Boirobert. Grazie alla sua determinazione e all'aiuto dei suoi amici riuscirà a diventare una ballerina di Can-can al Moulin Rouge e a ritrovare i suoi genitori.
Gabriel Fiorelli (Gaby)
Migliore amico di Loulou, le sta sempre vicino e quando si sparge la voce che Loulou sia morta si sente in qualche modo responsabile di lei. Loulou gli vuole bene come ad un fratello e non si rende conto di cosa lui provi veramente per lei, fino a quando non vede la sua gelosia nei confronti di Charles che lo porta a sfidarlo a duello.
Fedora
Figlia di emigranti russi costretti a fuggire in Francia a causa della persecuzione degli ebrei, diventa subito grande amica della madre di Loulou, emigrante anch'essa, e assieme a lei diventa ballerina di Can-can al Moulin Rouge. È l'unica oltre alla duchessa de Lagny a sapere del matrimonio di sua madre con Gautier (era sua testimone di nozze) e una volta riconosciuta Loulou, la aiuterà a ritrovare la madre e il padre.
Charlotte
Migliore amica di Loulou, mentre tutte le compagne del collegio prendono in giro Loulou perché è orfana, Charlotte è l'unica che le vuole bene. Quando se ne va da Parigi, promette a Loulou che quando tornerà, sarà per applaudirla sul palco mentre danza.
Padre Ménard
Anziano prete che per volere della mamma di Loulou si è preso cura della bambina fin da quando era in fasce. Muore all'inizio del Novecento, a causa di un infarto.
Sofia Visconti
Figlia di emigranti italiani, diventa una ballerina al Moulin Rouge, dove incontra Gautier De Lagny e se ne innamora. Quando Gautier le chiede di sposarla lei acconsente, nonostante lo scandalo, visto che lei è una ballerina di Can-can e lui è un conte. Dopo aver celebrato il matrimonio in gran segreto a causa della contrarietà della famiglia di lui, nasce la piccola Loulou. Purtroppo per le macchinazioni di Bertran de Boriobert, Sofia è costretta ad abbandonare Loulou e a fuggire dalla Francia dopo aver creduto morto il marito. Riparata negli Stati Uniti, assume il falso nome di Sylvia Newton e diventa una grande ballerina. Rimane sempre segretamente in contatto con Padre Ménard, ma non contatterà mai la figlia per non metterla in pericolo.
Solange
Compagna di classe di Loulou al collegio, nonché sua antagonista perché invidiosa del talento della ragazza, cerca in tutti i modi di contrastarla nella sua carriera di ballerina. Tenta di imprigionare Loulou nella sua stanza perché non arrivi all'Opera per l'audizione  ma fallisce nel suo piano. Loulou riesce infatti ad arrivare all'Opera e denunciare la perfida compagna che viene cacciata dal teatro da Madame Bataille
Léontine
È praticamente la madre adottiva di Loulou e le vuole bene come ad una figlia. È costretta a separarsi da lei quando Loulou è mandata in collegio da Padre Ménard.
Charles
Amico balbuziente di Loulou, è innamorato di lei e questo scatena un'enorme gelosia in Gaby. Pur essendo un nobile non disprezza chi è povero aiutando chi né ha bisogno. Sarà comunque lui che recuperando il testamento Eleonore De Lagny riuscirà a restituire gli averi dei De Lagny ai legittimi eredi. Si rende però conto che l'uomo giusto per Loulou è Gaby, per questo rinuncia all'amore per lei.
L'uomo dal bastone d'argento
Un uomo malvagio al servizio di Bertran de Boriobert che asseconda i suoi loschi piani e tenta di sterminare tutti i componenti della famiglia De Lagny. Tutti credono che sia riuscito nell'intento di uccidere Gautier De Lagny facendolo precipitare da una rupe, in realtà è lui stesso a morire in quell'occasione e Gautier prende il suo posto per tentare di ritrovare la moglie e la figlia.
Bertran de Boirobert
Nemico principale della famiglia Lagny, vuole sterminarla per impadronirsi delle sue ricchezze. Tenta con ogni mezzo di Eliminare Loulou. Verso la fine della serie, durante la vendita del castello della famiglia di Loulou viene smascherato dalla collaborazione di Charles e Gaby. Smascherato davanri a tutti i presenti e furioso per non essere riuscito a portare a termine il suo piano tenta di uccidere Loulou con un coltello ma prima di riuscirci viene colpito da un proiettile sparato da Sofia e cade nella Senna, tuttavia, sopravvive e giura di vendicarsi dell'affronto subito.
Tcherenko
Antagonista secondario della serie, è uno spietato e pericoloso killer russo creduto morto diversi anni prima degli eventi della storia, che diventa complice del Barone Boirobert. Ucciderà Victore Douchienne che da diverse settimane lavorava con Gaby, buttandolo sotto un treno ed ucciderà anche uno dei suoi complici che voleva rivelare tutto alla polizia. Verrà sconfitto e ucciso da Gaby e Gautier nella puntata finale.
Eleonore De Lagny
È la bisnonna di Loulou e nonna di Gautier. Cieca e costretta su una sedia a rotelle, è l'ultima superstite della famiglia De Lagny e non si è mai rassegnata alla perdita dell'unica nipote Lorraine che crede morta. Loulou la incontra per la prima volta durante un ricevimento al castello di suo padre, quando per carpire delle informazioni si traveste da inserviente di una pasticceria e Eleonore sospetta subito di essere in presenza della pronipote. Purtroppo muore di un attacco cardiaco prima di essere riuscita ad aiutare Loulou a riconquistare ciò che le spettava di diritto.
Gautier De Lagny
È il padre di Loulou, nipote di Eleonore, ed è creduto morto, ucciso dall'uomo dal bastone d'argento. In realtà è lui stesso che si nasconde dietro questa identità per scoprire i piani del barone e ritrovare la moglie e la figlia, dopo che il vero uomo dal bastone d'argento è morto nel tentativo di ucciderlo.
Dedé l'orbo
È il fedele servitore dell'uomo dal bastone d'argento e  crede che il suo padrone sia lo stesso che ha ucciso Gutier, ma che in realtà è lo stesso Gautier. Viene arrestato e ucciso da Tcherenko prima che possa testimoniare che è Boirobert ad aver ucciso Edward Bonfille che era il suo segretario.
Edgar Degas
È un famoso pittore amico di Loulou e Madame Bataille per cui lavora suonando il piano. Denuncerà con Madame Bataille i Ribounet e Madame Trouchu per i loro misfatti contro Loulou.
I fratelli Lumière
Proprio nel periodo in cui è ambientata la storia stanno facendo i loro primi esperimenti con il cinematografo e hanno occasione di riprendere Loulou mentre esegue qualche passo di danza, immortalandola sulla loro pellicola. Sarà durante la proiezione di questo film che Sofia vedrà per la prima volta la figlia dopo tanti anni e con l'aiuto dei fratelli Lumière riuscirà a rintracciarla.
I Ribounet
Sono i perfidi ristoratori che insieme alle loro figlie maltrattano Loulou. Vengono denunciati da Degas e Madame Bataille e arrestati per i loro misfatti contro Loulou.
Melle Trouchu
È la malvagia e crudele direttrice di Loulou che dopo la morte di Padre Mènard maltratta Loulou con ogni mezzo pur di farla soffrire, specialmente impedendole di danzare, arrivando al punto di far finire la ragazza prima dai Ribounet e poi in casa di correzione. Le viene ingiunto da Edgar Degas e da Madame Bataille di lasciare in pace Loulou, con la minaccia di denunciarla sia per i suoi maltrattamenti sia per sfruttamento, dal momento che la donna si arricchiva sfruttando Loulou e in più rubava i soldi che il vescovo le mandava per gli orfani. Tenterà ugualmente di spedire la bambina in casa di correzione ma fallisce: viene denunciata da Degas e Madame Bataille e arrestata per i suoi reati contro Lolulou. Prima di venire arrestata verrà punita dagli artisti del cabaret che hanno accolto Loulou e terrorizzano la megera con i loro trucchi da prestigiatori portandole via una lettera che era destinata a Loulou e i soldi rubati dalla direttrice.
Madame Bataille
È l'insegnante di danza di Loulou nonché amica di Dègas. Sono loro a denunciare i Ribounet e Madame Trouchu per i loro misfatti contro Loulou.
Victore Douchienne
È il direttore del giornale Le Clairon ed ha l'obbiettivo di far incriminare Boirobert per le sue malefatte. Tratta Gaby come un figlio dato che come lui non sopporta le ingiustizie. Viene ucciso da Tcherenko che lo butta sotto un treno per aver pubblicato la notizia della cospirazione di Boirobert. Dopo la sua morte nel suo testamento nomina Gaby nuovo direttore e padrone del giornale.

## Doppiaggio
Il doppiaggio italiano è stato eseguito presso la Sun's Edition Video sotto la direzione di Loris Peota.
| Personaggi                                      | Voce francese      | Voce italiana      |
| ----------------------------------------------- | ------------------ | ------------------ |
| Loulou                                          | Elisabeth Guinand  | Sabine Cerullo     |
| Gaby                                            | David Scarpuzza    | Omar Vitelli       |
| Barone                                          | Martin Spinayer    | Gaetano Lizzio     |
| L'uomo dal bastone d'argento / Gautier De Lagny | Patrick Brull      | Pierluigi Astore   |
| Sofia Visconti                                  | Sophie Servais     | Nadia Perciabosco  |
| Fedora                                          | Julie Basecqz      | Monica Ward        |
| Madame Bataille                                 | Fabienne Loriaux   | Marcella Mongelli  |
| Madame Edmée Trochu                             | Françoise Villiers | Stefania Romagnoli |
| Padre Ménard                                    | Peppino Capotondi  | Elio Marconato     |

## Lista episodi
| N° | Titolo italiano                            | Titolo francese                          |
| -- | ------------------------------------------ | ---------------------------------------- |
| 1  | Il ritorno dell'uomo del bastone d'argento | Le retour de l'homme à la canne d'argent |
| 2  | In collegio                                | Le pensionnat                            |
| 3  | Il compleanno di Loulou                    | L'escapade                               |
| 4  | Buon Natale Signor Barone                  | Joyeux noël Monsieur le baron            |
| 5  | 1900                                       | 1900                                     |
| 6  | La fuga                                    | La fuite                                 |
| 7  | La partenza                                | Le départ                                |
| 8  | I Ribounet                                 | Les Ribounets                            |
| 9  | L'incendio                                 | L'incendie                               |
| 10 | Ingiustizia                                | Injustice                                |
| 11 | L'evasione                                 | L'évasion                                |
| 12 | Il lago dei cigni                          | Le lac des cygnes                        |
| 13 | Il castello di mio padre                   | Le château de mon père                   |
| 14 | Eleonore                                   | Eléonore                                 |
| 15 | L'incontro                                 | La rencontre                             |
| 16 | L'audizione                                | Les petits rats                          |
| 17 | Fulmine a ciel sereno                      | Coup de tonnerre                         |
| 18 | La donna barbuta                           | La femme à barbe                         |
| 19 | Vita nuova                                 | Nouvelle vie                             |
| 20 | La ragazza con la maschera di cuoio        | La jeune fille au masque de cuir         |
| 21 | Il fantasma di Loulou                      | Le fantôme de Loulou                     |
| 22 | Cancan                                     | French cancan                            |
| 23 | Sylvia Newton                              | Sylvia Newton                            |
| 24 | Il ricongiungimento                        | Retrouvailles                            |
| 25 | Giù le maschere                            | Bas les masques                          |
| 26 | Loulou di Montmartre                       | Loulou de Montmartre                     |

## Commento musicale
Essendo questa serie dedicata al mondo della danza classica, si è posta molta attenzione al commento musicale, che si presenta molto vario; si compone infatti sia di parti originali che di partiture classiche. I compositori classici scelti sono Amilcare Ponchielli e Jacques Offenbach.
Il compositore della musica originale è invece Olivier Lilliboutry, che è stato anche orchestratore e direttore. Olivier è l'autore di tutto il commento musicale eccettuati i brani di Offenbach (La Vie parisienne, Orfeo all'inferno), il brano di Ponchielli (La Gioconda), e i brani: Coppelia (composizione: Léo Delibes, arrangiamento: Vincent Charrier) e Trés Jolie (composizione: Emile Waldteufel, arrangiamento: Vincent Charrier). Missaggio e registrazione sono stati curati da Jean Taxis e Olivier Lilliboutry.
Musiche ricorrenti in ciascun episodio:
- La chanson de Loulou e Gaby (génériqué début)
- Valse de Loulou (générique fin)
- Mystère sur la Butte (résumé des épisodes)
- Teaser (episode à venir)

Temi romantici o nostalgici:
- Loulou en pleurs
- Le Départ
- Loulou rêve
- Une Nouvelle Vie
- Orpheline
- Enfant perdue

Temi oscuri e misteriosi:
- L'abandon
- L'Homme à la Canne d'Argent
- Aventures au Grenier
- Poursuite souterraine

Musica di repertorio classico per i balletti:
- Le Moulin de la Gallette
- Loulou danse
- La vie parisienne(operetta) (Entreé du Brésilien) (Offenbach)
- Coppélia
- Orfeo all'inferno (Orphée aux Enfers)
- La Gioconda (danza delle Ore)

Musica d'ambientazione parigina:
- Petite Valse Papillon
- Moulin Rouge
- La Java du Lapin
- Tres Jolie (partie centrale)
- Le Manége

### Interpreti
- Tastiera: Olivier Lilliboutry.
- 1º Violino: Sarah Nemtanu
- 2º Violino: Lyodoh Kaneko
- 3º Violino: Catherine Ravez-Hacquard
- Viola: Vincent Aucante
- Violoncello: Cyrille Lacrouts
- Contrabbasso: Philippe Noharet
- Flauto: Alain Menard
- Oboe: Laurent Hacquard
- Corno inglese: Laurent Hacquard
- Clarinetto: Basile Bratos
- Accordéon: Myriam Lafargue
- Pianoforte: Vincent Charrier

## Romanzamento
Prima ancora che la serie a disegni animati fosse messa in onda, a partire dal 20 marzo 2008 l'editore francese Bayard Jeunesse ha iniziato la pubblicazione di una serie di volumi illustrati che ripercorrono, variando un poco, la trama della serie animata. Il formato è 15x19 cm, con illustrazioni a colori, di una settantina di pagine ciascuno.
1. L'homme à la canne d'argent, 20 marzo 2008,  pp. 72 pagine, ISBN 978-2-7470-2348-1.
2. Le pensionnat, 20 marzo 2008,  pp. 76 pagine, ISBN 978-2-7470-2349-8.
3. Escapade nocturne, 22 maggio 2008,  pp. 69 pagine, ISBN 978-2-7470-2350-4.
4. Les complots du baron, 3 luglio 2008,  pp. 71 pagine, ISBN 978-2-7470-2690-1.
5. Les révélations du père Ménard, 18 settembre 2008,  pp. 72 pagine, ISBN 978-2-7470-2705-2.
6. La petite danseuse, 11 dicembre 2008,  pp. 76 pagine, ISBN 978-2-7470-2706-9.
7. L'adieu au pensionnat, 19 febbraio 2009,  pp. 72 pagine, ISBN 978-2-7470-2799-1.
8. Bienvenue chez les Ribounet !, 24 aprile 2009,  pp. 71 pagine, ISBN 978-2-7470-2800-4.
9. Incendie sur la butte, 25 giugno 2009,  pp. 65 pagine, ISBN 978-2-7470-2935-3.
10. Libérez Trompe-la-Mort !, 22 ottobre 2009,  pp. 68 pagine, ISBN 978-2-7470-2936-0.
11. Le portrait de Sofia, 14 gennaio 2010,  pp. 70 pagine, ISBN 978-2-7470-3023-6.